# 저스틴 하비
저스틴 존 하비(영어: Justin John Harvey, 1991년 3월 27일 ~ )는 대한민국에서 활동하는 남아프리카 공화국의 배우이다. 남아공 출신의 배우 저스틴 하비는 최근 인기 예능 프로그램 '대한외국인'과 '어서와 한국은 처음이지?' 등에 출연하며 국내에 얼굴을 알렸다. 이후 그는 최근 개봉한 영화 '마녀2'에서 소녀(신시아 역)를 추적하는 본사 요원 톰 역을 맡아 액션과 코미디를 아우르는 신스틸러 활약을 펼치며 관객들의 관심을 끌고 있다.

## 출연 작품

### 영화
- "백두산" (2019) - 저격수 역[2]
- "마녀(魔女) Part2. The Other One" (2022) - 톰 역[3]
- "귀공자" (2023)[4]

### 예능
- "피지컬: 100 시즌2 - 언더그라운드" (2024) - 저스틴 하비 출연[5]